# 小林修 (声優)
小林 修（こばやし おさむ、1934年11月22日 - 2011年6月28日）は、日本の声優、俳優。東京府東京市向島区（現：東京都墨田区向島）出身。生前の所属は同人舎プロダクションで、代表取締役を務めた。

## 経歴
終戦後、結核を患って療養のつれづれにと芝居を始める。
劇団化粧座の研究生を経て、1954年、劇団こだま座入団。1957年、東京タレントクラブ所属。同年、劇団文芸座を結成し、同劇団解散後、東京俳優生活協同組合に所属。
海外ドラマ『ドラグネット』の吹き替えで声優としての活動を始める。吹き替え草創期より活動した。
1959年、海外ドラマ『ローハイド』で主演のギル・フェイバー隊長（エリック・フレミング）を吹き替え、出世作となる。
1965年、同人舎プロダクションを創立。死去するまで同事務所に所属し、社長を務めた。
2011年6月28日午前8時25分、膵臓癌のため東京都文京区の病院で死去。76歳没。
2012年、第6回声優アワード「特別功労賞」を受賞。

## 人物
声種は「ボリュームがあるバリトン」。
上司や政治家といった権力者の役が多く、出世作である『ローハイド』のギル・フェイバー隊長役を機に、責任感あるリーダーの役を務めることが多かった。一方で、『アメリカン・ヒーロー』（1982年）のビル捜査官を吹き替えてからは、コミカルで無責任な上司の役も多かった。
吹き替えを主体とし、数多くの作品に出演。とくにユル・ブリンナーの吹き替えはほとんどの作品を担当。いくつかの作品ではジョン・ヴォイトやジーン・ハックマン、ジョン・ウェイン、マイケル・ケインの吹き替えも担当した。
アニメでは、ハンナ・バーベラ作品で二度主演した数少ない声優であった。また、「宇宙戦艦ヤマトシリーズ」では常連のひとりであり、第1作でドメル将軍を演じて以降『復活篇』まで、『新たなる旅立ち』を除くすべての作品に出演していた。
『ローハイド』のフェイバー隊長役は、同作のキャスティングに関わり、かつて出演したラジオドラマのスタッフだった滝山照夫が縁でオーディションに参加。50名近い候補者の中から抜擢された。小林は、後年のインタビューで思い出深い出演作を訊かれた際に「どの作品にも思い出があり忘れることはできないが、中でも私にとって、生涯忘れることのできない作品」と『ローハイド』を挙げ、「この好運な出会いにより、役者として多くの可能性を生み出し、色々な仕事へと発展してゆき、今の私があるといってもいいのではないでしょうか」と話している。
自宅は、総ヒノキ造りの豪邸だった。
特技は殺陣。趣味はゴルフ。

## 後任
小林の死後、持ち役を引き継いだ人物は以下の通り。
| 後任     | 役名                                 | 概要作品                                          | 後任の初担当作品                      |
| -------- | ------------------------------------ | ------------------------------------------------- | ------------------------------------- |
| 堀勝之祐 | 細川藤孝                             | 『へうげもの』                                    | TBA                                   |
| 沢木郁也 | ブランチ                             | 『太陽の使者 鉄人28号』                           | 『第2次スーパーロボット大戦Z 再世篇』 |
| 田中秀幸 | チェロヒキーさん                     | 『それいけ!アンパンマン』                         | 第1322話Bパート                       |
| 稲葉実   | ベイツ提督                           | 『暴走特急』テレビ朝日版                          | 吹替の力追加収録部分                  |
| 浦山迅   | レオポルト・モーツァルト             | 『アマデウス』                                    | 吹替の力追加収録部分                  |
| 森田了介 | ハン                                 | 『燃えよドラゴン』TBS版                           | WOWOW吹替補完版追加収録部分           |
| 堀内賢雄 | バーナビー・フルトン博士             | 『モンキー・ビジネス』                            | WOWOW吹替補完版追加収録部分           |
| 大泊貴揮 | モンゴメリー・スコット（チャーリー） | 『スター・トレック ディレクターズ・エディション』 | 4K UHD+Blu-ray版追加収録部分          |
| 仲野裕   | ロビンソン                           | 『ダイ・ハード』テレビ朝日版                      | スターチャンネル追加収録部分          |
| 花輪英司 | ジョー・バンドルール中佐             | 『遠すぎた橋』日本テレビ版                        | Blu-ray版追加収録部分                 |

## 出演
太字はメインキャラクター

### 吹き替え

#### 俳優
ジーン・ハックマン
- 追いつめられて（デヴィッド・プライス）※テレビ朝日版
- カナディアン・エクスプレス（ロバート・コールフィールド）※フジテレビ版
- ザ・メキシカン（アーノルド・マルゴリース）※テレビ朝日版
- ターゲット（ウォルター・ロイド / ダンカン・ポッター）

ジョン・ウェイン
- 荒鷲の翼（スピッグ）※東京12ch版
- エル・ドラド（コール・ソーントン）※テレビ東京版
- 拳銃の町（ロックリン）
- コレヒドール戦記（ラスティ・ライアン中尉）※東京12ch旧版
- 史上最大の作戦（ベンジャミン・バンダーボルト中佐）※テレビ東京版
- ハワイの陰謀（ジム・マクレイン）
- 炎の街（デューク・ファーガス）

ジョン・ヴォイト
- エネミー・オブ・アメリカ（トーマス・ブライアン・レイノルズ）※ソフト版
- ナショナル・トレジャー（パトリック・ゲイツ）
- ナショナル・トレジャー リンカーン暗殺者の日記（パトリック・ゲイツ）
- フォー・クリスマス（クライトン）
- プライド&グローリー（フランシス・ティアニー・シニア）

スティーヴ・リーヴス
- サンドカン総攻撃（サンドカン）
- ヘラクレス（ヘラクレス）
- ヘラクレスの逆襲（ヘラクレス）

マイケル・ケイン
- ウォルター少年と、夏の休日（ガース・マッケーン）※ソフト版
- ジョーズ'87 復讐篇（ホーギー）※日本テレビ版
- 沈黙の要塞（ジェニングス）※テレビ朝日版
- 追撃者（クリフ・ブランビー）※テレビ東京版
- 遠すぎた橋（ジョー・ヴァンデラー中佐）※日本テレビ版
- MR.デスティニー（マイク）

ユル・ブリンナー
- ウエストワールド（銃の男 / ガンマン406号 / ガンスリンガー）
- SF最後の巨人（カーソン）
- エスピオナージ（アレクセイ・ウラソフKGB大佐）
- 黄金線上の男（ピーター・ノヴァク）
- カラマゾフの兄弟（ドミトリイ）
- ガンファイトへの招待（ジュールス・ガスパード・デスタイン）
- 巨大なる戦場（マイク・ランドルフ将軍）
- 荒野の七人（クリス・アダムス）※NETテレビ版
- 十戒（ラメセス）※機内上映版
- 続・荒野の七人（クリス・アダムス）
- 大西部無頼列伝（サバタ）
- 隊長ブーリバ（タラス・ブーリバ）
- 戦うパンチョ・ビラ（パンチョ・ビラ）
- ダブルマン（ダン・スレーター / カルマー）
- 追想（パヴロヴィッチ・ボーニン）
- トリプルクロス（フォン・グルーネン大佐）
- ネレトバの戦い（ヴラド）※テレビ朝日版
- 複数犯罪（狼男）
- マーベリックの黄金（ジェド・キャットロー）

ロバート・カルプ
- アメリカン・ヒーロー（ビル・マックスウェル）
- 新・刑事コロンボ 殺人講義（ジョーダン・ロウ）
- ペリカン文書（アメリカ大統領）※テレビ朝日版
- ポリスストーリー/グッドガイの最期（ニコラス）
- レベッカへの鍵（ロンメル将軍）

#### 映画
- アーネスト、監獄に行く!（カーマイケル所長〈チャールズ・ネイピア〉）
- アイアン・ウィル/白銀に燃えて（J・W・ハーパー〈デヴィッド・オグデン・スティアーズ〉）
- 愛・限りなく〜ダウン症とたたかう母と子の愛（ボブ〈リチャード・クレンナ〉）
- アガサ・クリスティ/カリブ海殺人事件（グラハム〈ブロック・ピーターズ〉）
- アクトレス/ある女優の栄光と挫折（ベン・ニコルズ〈ロバート・ワグナー〉）
- 悪魔の虚像/ドッペルゲンガー（ロジャー・ムーア）
- 明日にむかって…（アンドリュー・クロッカー・ハリス〈アルバート・フィニー〉）
- アトランティス 7つの海底都市（ダニエルズ船長）
- アマデウス（レオポルト・モーツァルト〈ロイ・ドートリス〉）
- アラモ（アルメロン・ディキンソン大尉〈ケン・カーティス〉）※テレビ朝日版
- 1492 コロンブス（サンチェス〈アーマンド・アサンテ〉）※日本テレビ版
- いそしぎ（ウォード・ヘンドリックス〈ロバート・ウェッバー〉）
- インディ・ジョーンズ/最後の聖戦（ウォルター・ドノバン〈ジュリアン・グローヴァー〉）※テレビ朝日版
- 陰謀のセオリー（ジョナス博士〈パトリック・スチュワート〉）※テレビ朝日版
- ウインズ（モーガン・ウェルド〈クリフ・ロバートソン〉）
- ウェールズの山（ジョージ・ギャラッド〈イアン・マクニース〉）
- ウォール街（ラリー・ワイルドマン〈テレンス・スタンプ〉）※機内上映版[23]
- 裏切り鬼軍曹（ウィテカー少佐〈ピーター・グレイブス〉）
- ウルフ（ウィル・ランダル〈ジャック・ニコルソン〉）※ソフト版
- エア・バディ2（ジミー・ファネリ〈ロバート・コスタンゾ〉）※機内上映版
- オーシャンと十一人の仲間（ジミー・フォスター〈ピーター・ローフォード〉）※テレビ朝日新録版
- オール・ザット・ジャズ（ジョンジー・ヘクト）※テレビ朝日版
- オールド・ルーキー（ジムの父〈ブライアン・コックス〉）
- 折れた矢（ジェフ・チャンドラー）※NET版
- カーツーム（スチュアート大佐〈リチャード・ジョンソン〉）※NETテレビ版
- カラミティ・ジェーン（ワイルド・ビル・ヒコック〈ハワード・キール〉）
- カンサス騎兵隊（ジェブ・スチュアート〈エロール・フリン〉）
- キスへのプレリュード（ボイル博士〈ネッド・ビーティ〉）※機内上映版
- キューティ・ブロンド/ハッピーMAX（スタンフォード・マークス議員〈ブルース・マッギル〉）
- 恐怖のSF戦争（カイル〈ロイド・ブリッジス〉）
- 恐怖のエレベーター/高層ビルパニック（スチュアート・レイノルズ〈クレイグ・スティーヴンス〉）
- キング・コング（カール・デナム〈ロバート・アームストロング〉）※TBS版
- 禁断の惑星（アダムス機長〈レスリー・ニールセン〉）
- 空爆特攻隊（パーマー将軍〈J・D・キャノン〉）
- クォ・ヴァディス（マーカス・ヴィニシウス〈ロバート・テイラー〉）※テレビ朝日版
- グッドフェローズ（ポーリー・シセロ〈ポール・ソルヴィノ〉）
- グッドモーニング, ベトナム（テイラー将軍〈ノーブル・ウィリンガム〉）※VHS版
- グラディエーター（グラックス〈デレク・ジャコビ〉）※テレビ朝日版
- 暗闇にベルが鳴る（フラー警部〈ジョン・サクソン〉）※フジテレビ版
- グレン・ミラー物語（ドン・ヘインズ〈チャールズ・ドレイク〉）※テレビ朝日版
- K-9/友情に輝く星（ケン・ライマン〈ケヴィン・タイ〉）※ソフト版
- ケニー・ロジャースの荒野のギャンブラー（マコート〈ミッチェル・ライアン〉）
- 拳銃無情（ロッキー・バーンズ巡査〈マーク・スティーブンス〉）※NET版
- 恋に落ちたら…（ハロルド〈マイク・スター〉）
- 告発（クラウソン判事〈R・リー・アーメイ〉）
- 告発の行方（ポールセン）※テレビ朝日版
- ゴッドファーザー PART III（ランベルト枢機卿〈ラフ・ヴァローネ〉）※フジテレビ版
- コブラ・ミッション（ロジャー〈クリストファー・コネリー〉）※テレビ東京版
- コンボイ（ハスキンス知事〈シーモア・カッセル〉）
- ザ・クレイジーズ/細菌兵器の恐怖（デヴィッド）
- さすらいのガンマン（リン〈ピーター・クロス〉）
- 殺人サイボーグ リタリエーター（ドノヴァン）
- 殺人ブルドーザー（ケリー〈クリント・ウォーカー〉）
- サバイビング・ゲーム（トーマス・バーンズ〈ルトガー・ハウアー〉）
- さらばキューバ（ロバート・デイプス〈ショーン・コネリー〉）
- 3人のゴースト（プレストン会長〈ロバート・ミッチャム〉）
- 三幕の殺人（チャールズ〈トニー・カーティス〉）
- ジェイコブス・ラダー（ルイ〈ダニー・アイエロ〉）※日本テレビ版
- 地獄の黙示録（ビル・キルゴア中佐〈ロバート・デュヴァル〉）※テレビ東京版
- 七年目の浮気（トム・マッケンジー）※テレビ朝日版
- シャーキーズ・マシーン（ドナルド・ホチキンス〈アール・ホリマン〉）
- シャーロック・ホームズ（トマス卿〈ジェームズ・フォックス〉）※劇場公開版
- ジャガーノート（アレックス・ブルーネル船長〈オマル・シャリーフ〉）
- ジャッカルの日（内務大臣〈アラン・バデル〉）※日本テレビ版・テレビ朝日版
- 十二人の怒れる男（陪審員1番〈マーティン・バルサム〉）※テレビ朝日版
- ジョーズ・アパートメント（上院議員〈ロバート・ヴォーン〉）
- ショーン・コネリー/盗聴作戦（パット・アンジェロ〈アラン・キング〉）
- 勝利なき戦い（スギ・オオハシ中尉）
- 処刑ライダー（ルーミス〈ランディ・クエイド〉）※TBS版
- 白い家の少女（ロン・ミリオリティ〈モルト・シューマン〉）
- 紳士泥棒 大ゴールデン作戦（トニー・パウエル〈ヴィクター・マチュア〉）
- 人類SOS!トリフィドの日（ビル・メイスン〈ハワード・キール〉）※テレビ東京版
- スーパー・タッチダウン（ウォーリー・リグ〈ロバート・ロッジア〉）
- 推定無罪（ラレン・リトル判事〈ポール・ウィンフィールド〉）※ソフト版
- 頭上の敵機（キース・ダベンポート大佐〈ゲイリー・メリル〉）※テレビ朝日版
- スタートレックシリーズ（モンゴメリー・スコット〈ジェームズ・ドゥーアン〉）
  - スタートレック
  - スタートレックII カーンの逆襲
  - スタートレックIII ミスター・スポックを探せ!
  - スタートレックIV 故郷への長い道 ※ソフト版
  - スタートレックV 新たなる未知へ ※ソフト版
  - スタートレックVI 未知の世界 ※スペシャル・コレクターズ・エディション新録版
  - スタートレック ジェネレーションズ ※スペシャル・コレクターズ・エディション新録版
- スタンド・バイ・ミー（ゴーディの父〈マーシャル・ベル〉）※フジテレビ版
- スパイ・ゲーム（トロイ・フォルジャー）※フジテレビ版
- スパイ・ハード（局長〈チャールズ・ダーニング〉）
- 素晴らしきヒコーキ野郎（エミリオ・ポンティチェリ伯爵〈アルベルト・ソルディ〉）※NHK版
- スパルタカス（グラブラス〈ジョン・ドール〉）※フジテレビ版
- すべての旗に背いて（エロール・フリン）
- 聖衣（デメトリオス〈ヴィクター・マチュア〉）※フジテレビ版
- 世紀の怪物/タランチュラの襲撃（マット・ヘイスティングス博士〈ジョン・エイガー〉）
- 戦争のはらわた（シュトランスキー大尉〈マクシミリアン・シェル〉）
- 続・激突!/カージャック（ハーリン・タナー警部〈ベン・ジョンソン〉）※スター・チャンネル版
- 空から星が降ってくる（ヴィリ〈グンター・フィリップ〉）
- ダーククリスタル（ナレーター）※NHK-BS版
- （ターザン〈ジョニー・ワイズミュラー〉）
- ターザンの決闘（ターザン〈ゴードン・スコット〉）
- ターザンと断崖の怒り（ターザン〈マイク・ヘンリー〉）
- 大逆転（クラレンス・ビークス〈ポール・グリーソン〉）※日本テレビ版
- 大混乱（チェット・リプリー〈ジョン・キャンディ〉）
- ダイ・ハード（ドゥウェイン・T・ロビンソン〈ポール・グリーソン〉）※テレビ朝日版
- ダイ・ハード2（トルドー〈フレッド・トンプソン〉）※フジテレビ版
- ダイヤモンドの犬たち（ジョン・ルイス〈ヒュー・オブライエン〉）
- 太陽にかける橋/ペーパー・タイガー（外務大臣〈イヴァン・デニ〉）
- 脱出（ルイス〈バート・レイノルズ〉）※ソフト版
- ダブル・インパクト（フランク・アヴェリー〈ジェフリー・ルイス〉）※VHS版、（ナイジェル・グリフィス）※テレビ朝日版
- 007/ダイヤモンドは永遠に（エルンスト・スタヴロ・ブロフェルド〈チャールズ・グレイ〉）※TBS新録版
- タワーリング・インフェルノ（ジェームズ・ダンカン〈ウィリアム・ホールデン〉）※TBS版
- チェーン・リアクション（ポール・シャノン〈モーガン・フリーマン〉）※テレビ朝日版
- 地下鉄のザジ（ガブリエル〈フィリップ・ノワレ〉）※読売テレビ版
- 地上最大の脱出作戦（クリスチャン少尉〈ジェームズ・コバーン〉）
- チャーリーとチョコレート工場（ソルト氏〈ジェームズ・フォックス〉）※ソフト版
- デイズ・オブ・サンダー（ティム・ダランド〈ランディ・クエイド〉）※ソフト版、（ハリー・ホッジ〈ロバート・デュヴァル〉）※TBS版
- ディスクロージャー（ボブ・ガーヴィン〈ドナルド・サザーランド〉）※ソフト版
- ティファニーで朝食を（ドク・ゴライトリー〈バディ・イブセン〉）※日本テレビ版
- デッド・エンド/特捜記者ブラティガンの挑戦（パノス・ブラッツォ〈アーロン・イペール〉）
- デッドゾーン（ロジャー・スチュアート〈アンソニー・ザーブ〉）
- デューン/砂の惑星（シャッダム四世〈ホセ・フェラー〉）※日本テレビ版
- デュプリシティ 〜スパイは、スパイに嘘をつく〜（ハワード・タリー〈トム・ウィルキンソン〉）
- 天使にラブ・ソングを…（オハラ神父〈ジョゼフ・メイハー〉）※ソフト版
- トゥルーナイト（アーサー王〈ショーン・コネリー〉）
- ドクターズ・アカデミー 全員暴走中!（ラモン・マデラ〈アラン・アーキン〉）
- ドクター・ドリトル（ドクター・フィッシュ〈ジェフリー・タンバー〉）※ソフト版
- 突撃隊（ラーキン〈ハリー・ガーディノ〉）
- トップガン（スティンガー〈ジェームズ・トールカン〉）※フジテレビ版
- ナイトホークス（ムナフォ〈ジョー・スピネル〉）※テレビ朝日版
- ナバロンの要塞（ロイ・フランクリン大佐〈アンソニー・クエイル〉）※テレビ東京版
- ナポリ・コネクション/追撃!!野獣刑事・銃口の裁き（ヴィンス・ニューマン〈ジョージ・ペパード〉）
- ノース・ダラス40（コンラッド・ハンター〈スティーヴ・フォレスト〉）
- ハードジャッカー/標高10,000フィートの死闘!（イヴァン・ゲッツ〈クリストファー・プラマー〉）※VHS版
- ハイジャック（サム・アレン〈マイク・ヘンリー〉）
- バス停留所（カール〈ロバート・プレイ〉）※NHK版
- 裸のジャングル（コーネル・ワイルドコーネル・ワイルド）
- 裸足の伯爵夫人（カーク・エドワーズ〈ウォーレン・スティーヴンス〉）※テレビ東京版
- バタリアン（バート〈クルー・ギャラガー〉）
- バック・イン・ザ・USSR（クリロフ〈ロマン・ポランスキー〉）※VHS版
- 波止場（チャーリー〈ロッド・スタイガー〉）※NET版
- バニシング・レッド（セペダ保安官〈ジェフリー・ルイス〉）※VHS版
- バファロー大隊（ラトレッジ曹長〈ウディ・ストロード〉）
- ハリー・ポッターシリーズ（アラスター・ムーディ〈ブレンダン・グリーソン〉）
  - ハリー・ポッターと炎のゴブレット[24]
  - ハリー・ポッターと不死鳥の騎士団
  - ハリー・ポッターと死の秘宝 PART1
- ハルク（ロス将軍〈サム・エリオット〉）
- バルジ大作戦（デュケスン軍曹〈ジョージ・モンゴメリー〉）※テレビ朝日版
- ビッグ（マクミラン社長〈ロバート・ロッジア〉）※ソフト版
- ビッグ・マグナム77（ジョージ・トレイサー〈マーティン・ランドー〉）
- 必殺処刑コップ（シェーファー〈エド・ローター〉）※フジテレビ版
- ビバリーヒルズを乗っ取れ!（ロバート・マスターソン〈ロバート・デヴィ〉）※VHS版
- 陽はまた昇る（ビル〈エディ・アルバート〉）
- ヒンデンブルグ（フランツ・リッター大佐〈ジョージ・C・スコット〉）※TBS版
- ファンタジア2000（ホスト〈ジェームズ・レヴァイン〉）
- フィールド・オブ・ドリームス（テレンス・マン〈ジェームズ・アール・ジョーンズ〉）※日本テレビ版
- 武器よさらば（大佐〈ビクトル・フランサン〉）
- ブラック・ドッグ（カトラー）※日本テレビ版
- ブラックホール（ハンス・ラインハート博士〈マクシミリアン・シェル〉）※ディズニー版
- ブランク・チェック/100万ドル大作戦!（エドワード・ビーダーマン〈マイケル・ラーナー〉）
- フリー・ウィリー（ランドルフ・ジョンソン〈オーガスト・シェレンバーグ〉）※テレビ朝日版
- フリー・ウィリー2（ランドルフ・ジョンソン〈オーガスト・シェレンバーグ〉）※テレビ朝日版
- フル・モンティ（ジェラルド・クーパー〈トム・ウィルキンソン〉）
- ブロークン・アロー（ベアード国防省長官〈カートウッド・スミス〉）※日本テレビ版
- プロジェクト・イーグル（伯爵）※テレビ朝日版
- ベートーベン4（ジョニー・シモンズ〈マーク・リンゼイ・チャップマン〉）
- ベイビー・トーク（アルバート〈ジョージ・シーガル〉）※日本テレビ版
- ベスト・フレンズ・ウェディング（ウォルター・ウォレス〈フィリップ・ボスコ〉）※日本テレビ版
- ベン・ハー（ピラト、ナレーション）※日本テレビ新録版
- 暴走特急（ベイツ提督〈アンディ・ロマーノ〉）※テレビ朝日版
- 星の王子 ニューヨークへ行く（ジョフィ・ジャファ王〈ジェームズ・アール・ジョーンズ〉）※フジテレビ版
- 炎の大捜査線（刑務所長）
- ポリスアカデミー6 バトルロイヤル（市長〈ケネス・マース〉）※ソフト版
- ポルターガイスト（ティーグ〈ジェームズ・カレン〉）※TBS版
- ホワイトハウス狂騒曲（ディック・ドッジ〈レイン・スミス〉）※ソフト版・テレビ朝日版、（テリー・コリガン〈ケヴィン・マッカーシー〉）※フジテレビ版
- マーヴェリック（ジョセフ〈グラハム・グリーン〉）※テレビ東京版
- 真夜中の記憶（デミリス〈オマル・シャリーフ〉）
- マルコムX（アール・リトル、グリーン警部〈ピーター・ボイル〉）
- 燃えよドラゴン（ハン〈シー・キエン〉）※TBS版
- 燃える洞窟（フィリップ）
- モンキー・ビジネス（バーナビー・フルトン〈ケーリー・グラント〉）
- 幽霊島（コリヤー艦長〈パトリック・アラン〉）
- 四十二番街（ジュリアン・マーシュ〈ワーナー・バクスター〉）
- ランボー（サミュエル・トラウトマン大佐〈リチャード・クレンナ〉）※日本テレビ新録版、（ガルト〈ジャック・スターレット〉）※日本テレビ旧版
- ランボー/怒りの脱出（マードック司令官〈チャールズ・ネイピア〉）※TBS版
- リーサル・ウェポン（マカリスター将軍〈ミッチェル・ライアン〉）※テレビ朝日版
- リーサル・ウェポン2/炎の約束（エド・マーフィ部長）※ソフト版
- リッチー・リッチ[25]（リチャード・リッチ〈エドワード・ハーマン〉）
- リトル・インディアン（クリント・キース〈ジェームズ・ガーナー〉）
- レイダース/失われたアーク《聖櫃》（サラー〈ジョン・リス＝デイヴィス〉）※旧ソフト版・日本テレビ版
- レッドロック/裏切りの銃弾（ウェイン・ブラウン〈J・T・ウォルシュ〉）
- レモ/第1の挑戦（ジョージ・グローヴ〈チャールズ・シオフィ〉）
- ローデッド・ウェポン1（モーターズ将軍〈ウィリアム・シャトナー〉）※標準語版
- ロミオとジュリエット（キャピュレット〈セバスチャン・キャボット〉）※東京12ch版
- ワーキング・ガール（オーレン・トラスク〈フィリップ・ボスコ〉）※テレビ朝日版
- 罠にかかったパパとママ（ミッチ・エヴァース〈ブライアン・キース〉）

#### ドラマ
- アウター・リミッツ（フィル・ゲイナー、カーロ・クロブレグニー、ジェファーソン・ローム）
- ER緊急救命室
  - シーズンIII #12（ノーム・ミドルトン〈ポール・コリンズ〉）
  - シーズンIV（アラン・マコナーハ〈デヴィッド・グリーン〉）
  - シーズンVI #18（リック・シンプソン〈ダン・ラウリア〉）
- インベーダー シーズン1 #8（リック・グレイヴス少佐〈ウィリアム・ウィンダム〉）
- 宇宙大作戦（チャーリー〈モンゴメリー・スコット〉）※シーズン1のみ
- 俺がハマーだ! シーズン1 #17（ウナバラ・ハマー〈パトリック・ウェイン〉）
- 刑事コロンボ
  - 悪の温室（ジャービス・グッドウィン〈レイ・ミランド〉）※日本テレビ版
  - 白鳥の歌（ローランド・パングボーン〈ジョン・デナー〉）
  - さらば提督（オーティス・スワンソン提督〈ジョン・デナー〉）
- 刑事スタスキー&ハッチ シーズン1 #8（ルー・マリンダ）、#16（ギル・ホワイト）
- ケネディ家の人びと（サム・ジアンカーナ）
- こちらブルームーン探偵社
  - シーズン2 #13（ニーリー医師）
  - シーズン3 #4（ケン・ウッドレー）
- ザ・バロン（ジョン・マネリング〈スティーヴ・フォレスト〉）
- シースプレー号の冒険（ダン・ウエルズ〈ウォルター・ブラウン〉）
- ジェシカおばさんの事件簿 容疑者に手を出すな・町は騒然リンチのうわさ（エイムズ〈クレイグ・スティーヴンス〉）
- シャーロック・ホームズの冒険
  - バスカビル家の犬（ステープルトン〈ジェームズ・フォークナー〉）
  - 未婚の貴族（アロイシウス・ドーラン）
- シャイニング（スチュアート・アルマン〈エリオット・グールド〉）※NHK-BS2版
- 新スパイ大作戦 死刑囚バーニー（ハミドゥ）
- スター名作劇場 よみがえった片目（チャールトン・ヘストン）
- スパイ大作戦（ウイリー・アーミテージ〈ピーター・ルーパス〉）
- 青春の城 コビントン・クロス（サー・トーマス・グレイ〈ナイジェル・テリー〉）
- セサミストリート（アーニー、2つ頭のモンスター）※スペシャル版
  - ビッグバード 中国への旅
  - 美術館へ行こう〜メトロポリタン美術館のセサミストリート〜（オサイリス様）
  - エルモのクリスマス（サンタクロース〈チャールズ・ダーニング〉）※スペシャル版
- 0011ナポレオン・ソロ #2（リンツ副首相）、#9（イーロム）、#43（ザーク伯爵〈マーティン・ランドー〉）、#45（スタクロス）、#61（コールマン）、#73
- 狙撃者/ボーン・アイデンティティー（ジェフリー・ウォッシュバーン〈デンホルム・エリオット〉、クロフォード上院議員）※ソフト版
- ターザン TV シリーズ（ターザン〈ロン・エリー〉）
- ターザンの大冒険（ナレーション）※NHK-BS2版
- 大草原の小さな家 夢の大脱走（カイザー〈フィリップ・キャリー〉）
- タイムトンネル
  - 死の商人（少佐〈ジョン・クロフォード〉）
  - 月への一方通行（ハーロー〈ウォーレン・スティーヴンス〉）
- たどりつけばアラスカ（モーリス・ミニフィールド〈バリー・コービン〉）
- 地上最強の美女たち!チャーリーズ・エンジェル
  - シーズン1 #14（ブラックジャックのディーラー）
  - シーズン2 #13（ジェセフ・ワトソン）、#25（テイラー）
- 地上最強の美女バイオニック・ジェミー シーズン2 #4（バック・バックレー〈ホイト・アクストン〉）
- 超音速攻撃ヘリ エアーウルフ シーズン2 #8（メイス・タガート）、#17（ジェイク・オドネル）
- ツイン・ピークス シーズン2（トマス・エッカート〈デビッド・ワーナー〉）
- 電撃スパイ作戦 #11（パイロット〈ブルース・ビービィ〉）、#18（偽警官）、#24（セメンキン〈ジョージ・ルービセク〉）
- 逃亡者 #80（スティーブ・ケラー〈テリー・サバラス〉）、#104（オーウェン・トループ保安官〈ジェームス・ブロードリック〉）、#117グールド警部〈マーティン・E・ブルックス〉）
- ドクタークイン 大西部の女医物語（イーサン・クーパー）
- 特別狙撃隊S.W.A.T.（ダン・“ホンドー”・ハレルソン隊長〈スティーヴ・フォレスト〉）
- 特攻野郎Aチーム
  - シーズン4 #7（ジャック・ハーモン〈スチュアート・ホイットマン〉）
  - シーズン5（ハンク・ストックウェル将軍〈ロバート・ヴォーン〉）
- ナイトライダー
  - シーズン1 #15（ボブ・クロイガー〈マイケル・オールドレッジ〉）
  - シーズン3 #10（ゴードン・バクスター〈ディック・ガーター〉）
  - シーズン3 #13（ジョン・バイロック〈ラモン・ビエリ〉）
  - シーズン4 #20（ニック・オブライエン〈ケン・スウォフォード〉）
- ハローアインシュタイン 遥かなる宇宙へのメッセージ ※日本テレビ版
- ハワイ5-0（コノ・カラカウア〈ズールー〉）
- ひとすじの道「心の鎖」(A Chain of Hearts in Cavalcade of America) （ジョン〈チャールズ・ブロンソン〉）※NHK
- フェーム/青春の旅立ち シーズン1 #9（ダニーの父）
- フェアリーテール・シアター はだかの王様（王様〈ディック・ショーン〉）
- ペリー・メイスン 夜の銃声
- 弁護士ジャッド 仮釈放（所長〈サイモン・オークランド〉）
- 冒険野郎マクガイバー シーズン1 #16（ペトロヴィッチ将軍）、#18（ハッチャー）
- マイコン大作戦 #4（メル〈ウィリアム・ボイエット〉）
- 名探偵ポワロ 黄色いアイリス（バートン・ラッセル）
- ラット・パトロール シーズン1 #18（クリーグ大佐）
- ルーツ（トーマス・デイヴィス船長〈エドワード・アズナー〉）※ソフト版
- ローハイド（ギル・フェイバー〈エリック・フレミング〉）

#### アニメ
- 宇宙忍者ゴームズ（ゴームズ）
- 恐竜大行進（レックス〈ジョン・グッドマン〉）
- スーパーマン（ゴードン市警本部長）
- タンタンの冒険
- 電子鳥人Uバード（Uバード）
- トイ・ストーリー2（プロスペクター）
- バットマン（ゴードン市警本部長）
  - バットマン/マスク・オブ・ファンタズム（ゴードン市警本部長）
- ムーラン（皇帝〈パット・モリタ〉）
  - ムーラン2（皇帝〈パット・モリタ〉）

#### 海外人形劇
- キャプテン・スカーレット
  - アルプス上空の危機!（ビル・ウィリアムズ）
  - 地獄の猛火!（軍曹）
  - 地球の首都を救え!（グラヴナー少佐）
- サンダーバード オートレーサー・アランの危機（ジョニー・ギレスピー）
- スーパーカー 深海潜水艇そうなん
- ジョー90
  - 小さな特別諜報員誕生（警備員）
  - 消えた天才ピアニスト（イゴール・スラデック）
  - 地獄の生き埋め（バニング）
  - 戦慄の脱獄囚（マーニー）
  - 愉快なまぼろし作戦（ドアマン）
  - すばらしい誕生日（警備員）

### テレビアニメ
1963年
- 狼少年ケン（1963年 - 1964年）
- 鉄腕アトム (アニメ第1作)（オルガ、ダイヤ発掘場監督、連邦軍大佐）

1966年
- ジャングル大帝（ブンゴリー、狩猟家）

1967年
- 黄金バット（黄金バット）
- リボンの騎士（X）

1968年
- アニマル1（嵐大作）
- 怪物くん
- 巨人の星（1968年 - 1971年）
- 佐武と市捕物控（田辺安之進）
- わんぱく探偵団（魔法博士）

1969年
- 海底少年マリン（ナレーター）

1970年
- アタックNo.1（こずえの父）

1971年
- アニメンタリー 決断
- 珍豪ムチャ兵衛
- 天才バカボン（1971年 - 1972年）
- さすらいの太陽（大次郎）
- ふしぎなメルモ（ひき逃げ男）
- ルパン三世 (TV第1シリーズ)（1971年 - 1972年、スターン 他）

1972年
- 赤胴鈴之助
- 海のトリトン（ロレンス）

1973年
- 空手バカ一代（1973年 - 1974年）
- ど根性ガエル（1973年 - 1974年、宝寿司の主人〈2代目〉、）

1974年
- 宇宙戦艦ヤマト（1974年 - 1975年、ドメル）

1977年
- 野球狂の詩（犬神総裁）

1978年
- 宇宙戦艦ヤマト2（1978年 - 1979年、ズォーダー大帝）

1979年
- アニメーション紀行 マルコ・ポーロの冒険（カダック、イマーム、ダナン）
- 銀河鉄道999 TV SPECIAL 第一弾「君は戦士の様に生きられるか!!」（司令官）
- 未来ロボ ダルタニアス（ガスコン）
- ルパン三世 (TV第2シリーズ)（1979年 - 1980年）

1980年
- 宇宙戦艦ヤマトIII（団彦次郎）
- 怪物くん
- 太陽の使者 鉄人28号（ブランチ〈カルシコ〉）

1981年
- 家族ロビンソン漂流記 ふしぎな島のフローネ（エルンスト・ロビンソン〈2代目〉）
- 荒野の呼び声 吠えろバック（ソートン）
- 最強ロボ ダイオージャ（トクガー王）
- 戦国魔神ゴーショーグン（サバラス）
- 六神合体ゴッドマーズ（ギロン）

1983年
- アルプス物語 わたしのアンネット（ピエール・バルニエル）
- イタダキマン（ターサン）
- キャッツ・アイ
- みゆき（父親）

1984年
- 機甲界ガリアン（1984年 - 1985年、アズベス、ナレーター）
- 特装機兵ドルバック（ボルグ）
- ルパン三世 PARTIII

1987年
- 赤い光弾ジリオン（バーンスタイン司令長官、ナレーター）
- エスパー魔美（剣鋭介）
- シティーハンター（ボス）
- ダーティペア（チーフマネージャー）

1988年
- 美味しんぼ（周懐徳〈周大人〉）

1989年
- 青いブリンク（レッド三世、パズ）

1990年
- 八百八町表裏 化粧師（水野忠成）
- ルパン三世 ヘミングウェイ・ペーパーの謎（カルロス）

1991年
- 宇宙伝説ユリシーズ31（NHK版）（ユリシーズ）

1996年
- B'T X（老将カオス）

1997年
- マッハGoGoGo（ボルボア）

1998年
- MASTERキートン（ステファン教授）

1999年
- 週刊ストーリーランド（1999年 - 2000年、ナレーション、徳光）
- 星方天使エンジェルリンクス（李剣河）

2000年
- それいけ!アンパンマン（チェロヒキーさん〈初代〉）

2001年
- ノワール（サルヴァトーレ）

2003年
- 魁!!クロマティ高校（医者）

2004年
- ブラック・ジャック（椎茸先生）

2006年
- D.Gray-man（主人）

2008年
- ゴルゴ13（ドハティ）

2011年
- へうげもの（細川藤孝〈初代〉）

### 劇場アニメ
1970年
- 巨人の星 宿命の対決

1972年
- 魔犬ライナー0011変身せよ!（ナレーター）

1977年
- 宇宙戦艦ヤマト（ドメル）

1978年
- さらば宇宙戦艦ヤマト 愛の戦士たち（ズォーダー大帝）

1979年
- 北極のムーシカ・ミーシカ（ムー）

1980年
- ヤマトよ永遠に（山南艦長）
- 火の鳥2772 愛のコスモゾーン（ブーン）

1981年
- 怪物くん 怪物ランドへの招待（ゴーリキ）

1982年
- 怪物くん デーモンの剣（ゴーリキ公爵）
- 戦国魔神ゴーショーグン（サバラス）
- FUTURE WAR 198X年（ジラード国務長官）
- 六神合体ゴッドマーズ（ギロン）

1983年
- 宇宙戦艦ヤマト 完結編（水谷艦長）
- クラッシャージョウ（バード）

1987年
- ダーティペア（マネージャー）

1989年
- ギャラガ HYPER PSYCHIC GEO GARAGA（ヤン中将）

1992年
- サイレントメビウス2（合体妖魔）

1993年
- 銀河英雄伝説 新たなる戦いの序曲（ブラウンシュヴァイク）

2003年
- ドラえもん のび太とふしぎ風使い（ヤーク）

2004年
- クレヨンしんちゃん 嵐を呼ぶ!夕陽のカスカベボーイズ（クリス）

2009年
- 宇宙戦艦ヤマト 復活篇（ブルーノア艦長）

### OVA
1971年
- ルパン三世 パイロットフィルム（TV版）（石川五右ヱ門）

1986年
- 機甲界ガリアン 鉄の紋章（マーダル）
- 機甲界ガリアン 大地の章（アズベス）
- 機甲界ガリアン 天空の章（アズベス）
- ルーツ・サーチ 食心物体X（マーカス所長）

1989年
- 銀河英雄伝説（ブラウンシュヴァイク）

1991年
- マネーウォーズ 〜狙われたウォーターフロント計画〜（大門元次長）

1994年
- マーズ（官房長官）

1998年
- 銀河英雄伝説外伝 千億の星、千億の光（ブラウンシュヴァイク）

### ゲーム
1989年
- S.C.I（トニー・レイモンド）

1992年
- 宇宙戦艦ヤマト（ドメル）※PCエンジン版

1994年
- 風の伝説ザナドゥ（ダルダンディス）

1997年
- クーロンズゲート（王兆銘、高位の風水師）

1998年
- ワンダートレック（マードック）

1999年
- 宇宙戦艦ヤマト 遥かなる星イスカンダル（ドメル）
- サイレントボマー（ベクトル大佐）

2000年
- さらば宇宙戦艦ヤマト 愛の戦士たち（ズォーダー）
- サンライズ英雄譚R（アズベス）
- タイニーバレット（クイント）

2001年
- サンライズ英雄譚2（アズベス）

2003年
- 第2次スーパーロボット大戦α（サバラス）

2004年
- 宇宙戦艦ヤマト イスカンダルへの追憶（山南艦長、ドメル）
- スーパーロボット大戦GC（ガスコン）

2005年
- キングダム ハーツII（皇帝）
- 第3次スーパーロボット大戦α 終焉の銀河へ（サバラス）
- 宇宙戦艦ヤマト 暗黒星団帝国の逆襲（山南艦長）
- 宇宙戦艦ヤマト 二重銀河の崩壊（山南艦長）

2006年
- スーパーロボット大戦XO（ガスコン）

### 人形劇
- NHK人形劇クロニクルシリーズ ひげよさらば
- プルルくん(ジャンボ爺)

### 特撮
1966年
- 黄金バット(実写映画版)（黄金バットの声）

1967年
- 光速エスパー（ナレーション）

1968年
- 戦え! マイティジャック（将軍の声）

1980年
- 宇宙怪獣ガメラ（キャプテンの声）

1984年
- 星雲仮面マシンマン（ナレーション）

1985年
- 兄弟拳バイクロッサー（ナレーション）

1996年
- 超力戦隊オーレンジャー（バラガードの声）
- 激走戦隊カーレンジャー（暴走皇帝エグゾス / エグゾス・スーパーストロングの声）

1997年
- 激走戦隊カーレンジャーVSオーレンジャー（暴走皇帝エグゾスの声）

### ドラマCD
- 夏子の酒（夏子の父）
- 戦国魔神ゴーショーグン 闇よ美しくあれ（サバラス隊長、ナレーション）
- 沈黙の艦隊 ヴァーチャルサウンドムービー オーディオ・ドラマ
- 魔界学園II 激闘編（帝高校長）

### ラジオドラマ
- オールナイトニッポン 宇宙戦艦ヤマト（ドメル）
- オールナイトニッポン さらば宇宙戦艦ヤマト（ズォーダー）
- 黒後家蜘蛛の会（イマニュエル・ルービン）
- 「大放浪」 NHK特別企画 SFワイドスペシャル（アーマゲドン艦長クレイトン）
- ラジオ小説 私の文庫本 第164回「違っているかしら」（編集長）

### ナレーション
- 五番目の刑事（NETテレビ）
- 世界最強のカラテ キョクシン（1985年、松竹富士）
- スーパーJチャンネル（テレビ朝日）
- BS世界のドキュメンタリー

### その他
- ドレミファ・どーなっつ!（カメダス、かもめの郵便屋さん）
- 東京ディズニーシー『トイ・ストーリー・マニア!』（プロスペクター）
- にこにこぷん（かもめの郵便屋さん）
- ノーマン（ベガ大佐、ブッチ隊長）
- 明色お笑いゲーム合戦
- ライオン ザクトライオン「歯も男を語る デート / 会議 / マージャン」ラジオCM